# George Davidson
George Davidson (ur. 8 października 1898 w Auckland, zm. 25 września 1948 w Piopio) – nowozelandzki lekkoatleta, sprinter. Uczestnik igrzysk olimpijskich w 1920.
Podczas igrzysk olimpijskich w Antwerpii w 1920 roku brał udział w biegu na 100 oraz 200 metrów. W biegu na 100 metrów swój udział zakończył na ćwierćfinale, natomiast w biegu na 200 metrów dotarł do finału, w którym zajął 5. miejsce.